# آنتوان فرانکوس کامت د فورکروی
آنتوان فرانکوس کامت د فورکروی (فرانسوی: Antoine François, comte de Fourcroy‎؛ زاده ۱۵ ژوئن ۱۷۵۵ - درگذشته ۱۶ دسامبر ۱۸۰۹) یک شیمی‌دان، حشره‌شناس اهل فرانسه بود.